# Estación Santa Rosa (MIO)
Santa Rosa es una de las estaciones del Sistema Integrado de Transporte MIO, en la ciudad de Cali, inaugurado en el año 2008.

## Ubicación
Se ubica en la calle 13 con carrera 10, en el sector del centro de Cali.

## Características
La estación tiene un acceso peatonal sobre la carrera 10. Cuenta con un vagón unidireccional, debido a que está construida sobre una vía con carril solo bus en un solo sentido (norte - sur). Esto también pasa con las demás estaciones del centro ubicadas sobre las calles 13 y 15. La carrera 10 separa a esta estación de la estación Centro, la cual opera de manera independiente. En la estación solo atienden rutas pretroncales. Cerca de la estación se tiene proyectada la construcción de la estación central del MIO, que integrará las diferentes rutas troncales, pretroncales y alimentadoras que llegan al sector. Esta terminal está incluida en el proyecto de renovación urbana Ciudad Paraíso que intervendrá los barrios El Calvario, San Pascual y Sucre, los cuales son sectores tradicionales de la ciudad que con el paso del tiempo se convirtieron en zonas deprimidas y sus edificaciones se han ido deteriorado.
Su pictograma es un colgante de orejera de la cultura Nariño. 

## Servicios de estación

### Rutas pretroncales
| Ruta | Origen                     | Trayecto                                | Destino                        |
| ---- | -------------------------- | --------------------------------------- | ------------------------------ |
| P10A | Centro                     | Av Pasoancho - Cra 80 - Cl 5            | Universidades Cra 100 Cl 16    |
| P27D | Terminal Menga Av 3N Cl 70 | Cl 70 - Av 6N - Centro - Av. Roosevelt  | Capri Cl 5 Cra 78              |
| P72  | Centro Empresa             | Av 6N - Centro - Av. Pasoancho - Cra 56 | Capri Cl 5 Cra 78              |
| P80A | San Bosco Cra 15 Cl 9      | Cl 15 - Cra 29 - Cl 32 - Cra 32         | Terminal Calipso Cl 70 Cra 28D |